# Dischidia albiflora
Dischidia albiflora är en oleanderväxtart som beskrevs av William Griffiths. Dischidia albiflora ingår i släktet Dischidia och familjen oleanderväxter. Inga underarter finns listade i Catalogue of Life.